# Denis Dutton

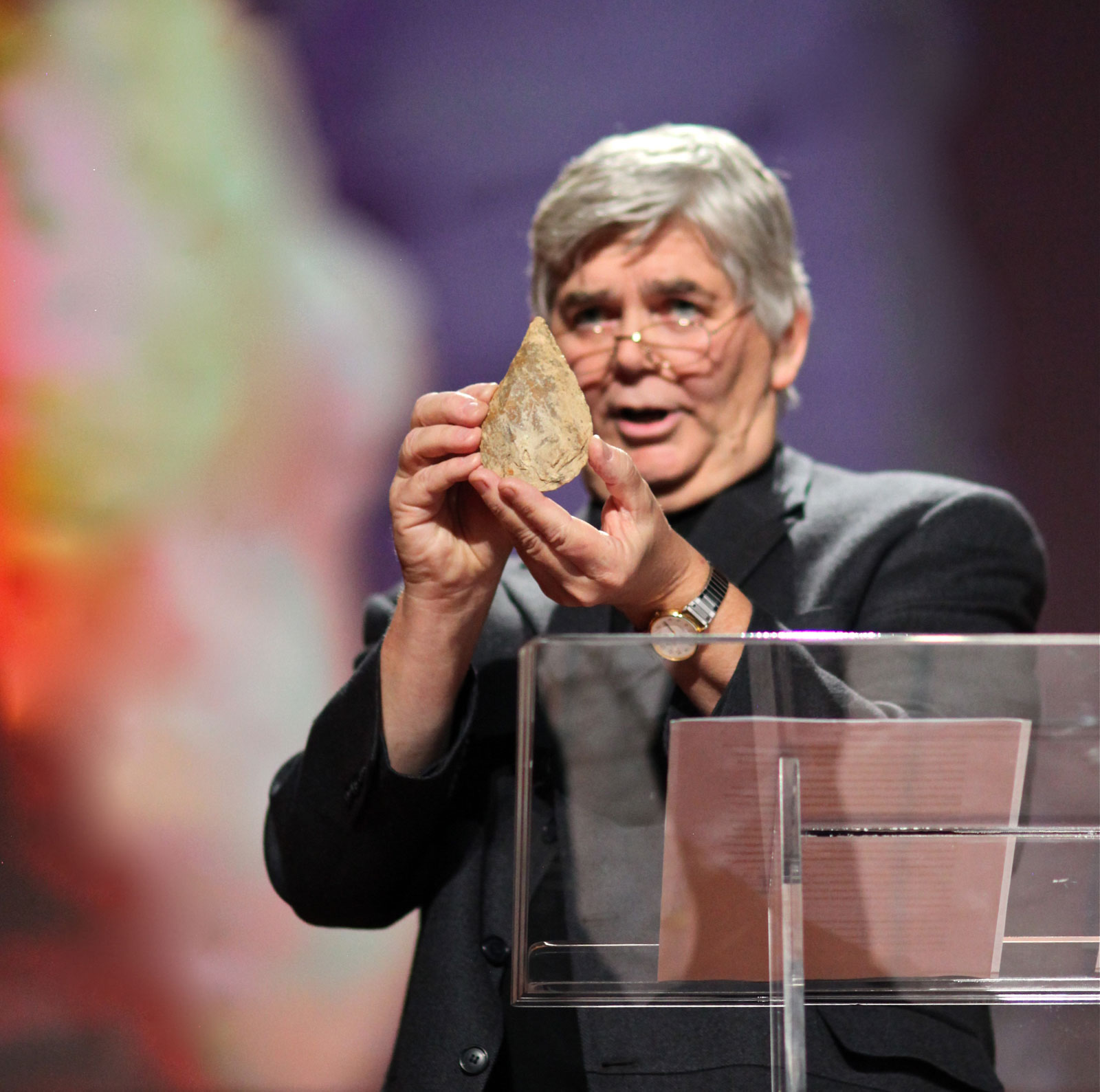
Denis Dutton (2010)

Denis Dutton (* 9. Februar 1944 in Los Angeles, Kalifornien; † 28. Dezember 2010 in Christchurch, Neuseeland) war ein US-amerikanischer Autor, Internetunternehmer, Professor für Philosophie an der University of Canterbury in Christchurch und libertärer Aktivist.

## Leben
Dutton stammte aus Los Angeles, wo seine Eltern eine Buchhandlung betrieben, und erhielt seine wissenschaftliche Ausbildung an der University of California, Santa Barbara. Zuerst begann er ein Chemiestudium und wechselte dann zur Philosophie. Nach dem Abschluss im Jahre 1966 arbeitete er zwei Jahre für das Peace Corps in Indien. Danach nahm er das Studium erneut auf, zuerst an der New York University, dann wieder an der University of California in Santa Barbara, das er 1973 mit seiner Doktorarbeit abschloss. Nach Dozententätigkeit an einigen Universitäten, darunter an der University of Michigan in Dearborn, wanderte er nach Neuseeland aus, gründete 1986 die New Zealand Skeptics mit und war von 2008 bis 2010 Direktor der philosophischen Abteilung der Canterbury University, wo er seit 1984 unterrichtete.

## Werk
Die von Dutton 2009 in seinem Buch The Art Instinct: Beauty, Pleasure, and Human Evolution vorgelegte Theorie einer evolutionären Ästhetik (Darwinian aesthetics) verwarf die dominante, moderne Position, dass kulturelle Faktoren dominieren, und stellte auf evolutionäre Anpassungsprozesse im Pleistozän ab.
Daneben engagierte sich der Philosoph als Chefredakteur des Journals Philosophy and Literature für eine allgemein zugängliche Sprache in den Kulturwissenschaften und kritisierte die komplexen Schreibstile vieler prominenter Akteure, u. a. Judith Butler und Homi K. Bhabha, scharf.
Medienpolitisch setzte er sich für öffentlich-rechtliches Radio ein und war von 1995 bis 2002 Mitglied im Vorstand von Radio New Zealand, das er nach dem Ende seiner Direktorenzeit für mangelnde Neutralität kritisierte. Dutton war Mitbetreiber bzw. -gründer der Webseiten Arts & Letters Daily, ClimateDebateDaily.com und cybereditions.com. Arts & Letters Daily wurde bereits kurz nach ihrer Veröffentlichung 1998 im London Observer hoch gelobt und erzielte auf Grund der Themenvielfalt trotz ihres recht unorthoxen Aufbaus nach zweimaligem Betreiberwechsel nach etwa 10 Jahren mehr als 3 Mio. Seitenabrufe pro Monat. 2002 wurde er dafür mit dem People's voice Webby Award ausgezeichnet.
Er starb an den Folgen einer Krebserkrankung.

## Werke (Auswahl)
- The Art Instinct. Beauty, Pleasure, and Human Evolution. Bloomsbury Press, New York 2009, ISBN 978-1-59691-401-8.
- Criticism and Method. In The British Journal of Aesthetics, Jg. 8 (1973), S. 232–42, ISSN 0007-0904.
- Tribal Art and Artifact. In The Journal of Aesthetics and Art Criticism, Jg. 51 (1993), S. 13–21, ISSN 0021-8529.